# Picathartes oreas
Picathartes oreas là một loài chim trong họ Picathartidae.
Loài chim này này chủ yếu được tìm thấy ở các khu vực đá của rừng nhiệt đới có tán gần từ tây nam Nigeria qua Cameroon, Guinea Xích đạo và tây nam Gabon. Chúng cũng sinh sống trên đảo Bioko. Sự phân bố của nó không đồng đều, với các quần thể thường bị cô lập với nhau. Chim hói đầu cổ xám thường chọn sống gần suối và trong môi trường sống trong rừng của nó. Loài này không có phân loài được công nhận, mặc dù một số người tin rằng nó tạo thành siêu loài với chim hói đầu cổ trắng. Hói đầu cổ xám có thân trên màu xám, ức màu xám nhạt và thân dưới màu chanh. Đuôi dài bất thường của nó được sử dụng để giữ thăng bằng và đùi rất cơ bắp. Đầu gần như không có lông, với phần da lộ ra có màu xanh bột ở trán và hàm trên và màu đỏ son ở chỏm sau. Má và mắt của được bao phủ bởi một mảng đen lớn, hình tròn, mặc dù hẹp, kết nối và phân chia lớp da màu xanh thắm và bột ở đỉnh của chóp đầu. Mặc dù loài chim này thường im lặng, đôi khi chúng kêu to.
Loài chim đá này chủ yếu ăn côn trùng, mặc dù cũng ăn một số chất thực vật, chẳng hạn như trái cây và nụ hoa. Một chiến lược kiếm ăn liên quan đến việc đi theo chim kiếm mồi theo đàn kiến Dorylus, ăn côn trùng do đàn kiến đẩy ra. Chim hói đầu cổ xám di chuyển trong rừng chủ yếu thông qua một loạt các bước nhảy và giới hạn, hoặc các khoảng bay ngắn trong thảm thực vật thấp. Chúng đi một mình hoặc theo nhóm nhỏ. Loài này hiếm khi bay quãng đường dài. Hói đầu cổ xám duy trì chế độ một vợ một chồng và các cặp làm tổ một mình hoặc gần các cặp khác, đôi khi thành đàn từ hai đến năm tổ, mặc dù một đàn bốn mươi tổ đã được ghi nhận. Những chiếc tổ này được xây từ bùn và được tạo thành một cái cốc sâu được xây trên bề mặt đá, thường là trong hang động hoặc trên vách đá. Mỗi tổ có 2 quả trứng và chim mẹ sinh hai lần một năm. Mặc dù loài chim này sinh sản theo đàn, nhưng ở loài này vẫn tồn tại hành vi giết chim non của các cặp khác. Chim non trưởng thành trong khoảng một tháng.